# Stretton-under-Fosse
Stretton-under-Fosse est un village et une paroisse civile du Warwickshire, en Angleterre. Administrativement, il dépend du borough de Rugby.

## Localisation
Le village est situé juste à l'est de l'ancienne voie romaine de Fosse Way et juste au sud de l'autoroute M6.

## Patrimoine et histoire
Le village contient un certain nombre de vieilles maisons le long de sa rue principale. Juste à l'extérieur de Stretton se trouve un ancien manoir, Newbold Revel (en) , qui est actuellement utilisé comme école de formation pour les agents pénitentiaires. Juste au sud du village se trouvent le canal d'oxford (en)  et un bras de canal menant à Stretton Wharf.
Entre 1847 et 1957, le village était desservi par la gare ferroviaire voisine de Brinklow sur la ligne principale de la côte ouest, connue à l'origine sous le nom de gare de Stretton.
Il y a 13 bâtiments classés par Historic England. Il s'agit notamment de plusieurs maisons de Main Street, d'un pont-canal en fonte et de l'église victorienne de Saint-Pierre.

## Toponymie
Stretton signifie « établissement sur une voie romaine » (du vieil anglais stræt et tun). Dans ce cas, la route est Fosse Way.

## Démographie
Lors du recensement de 2021, la population de la paroisse était de 206 habitants

## Galerie

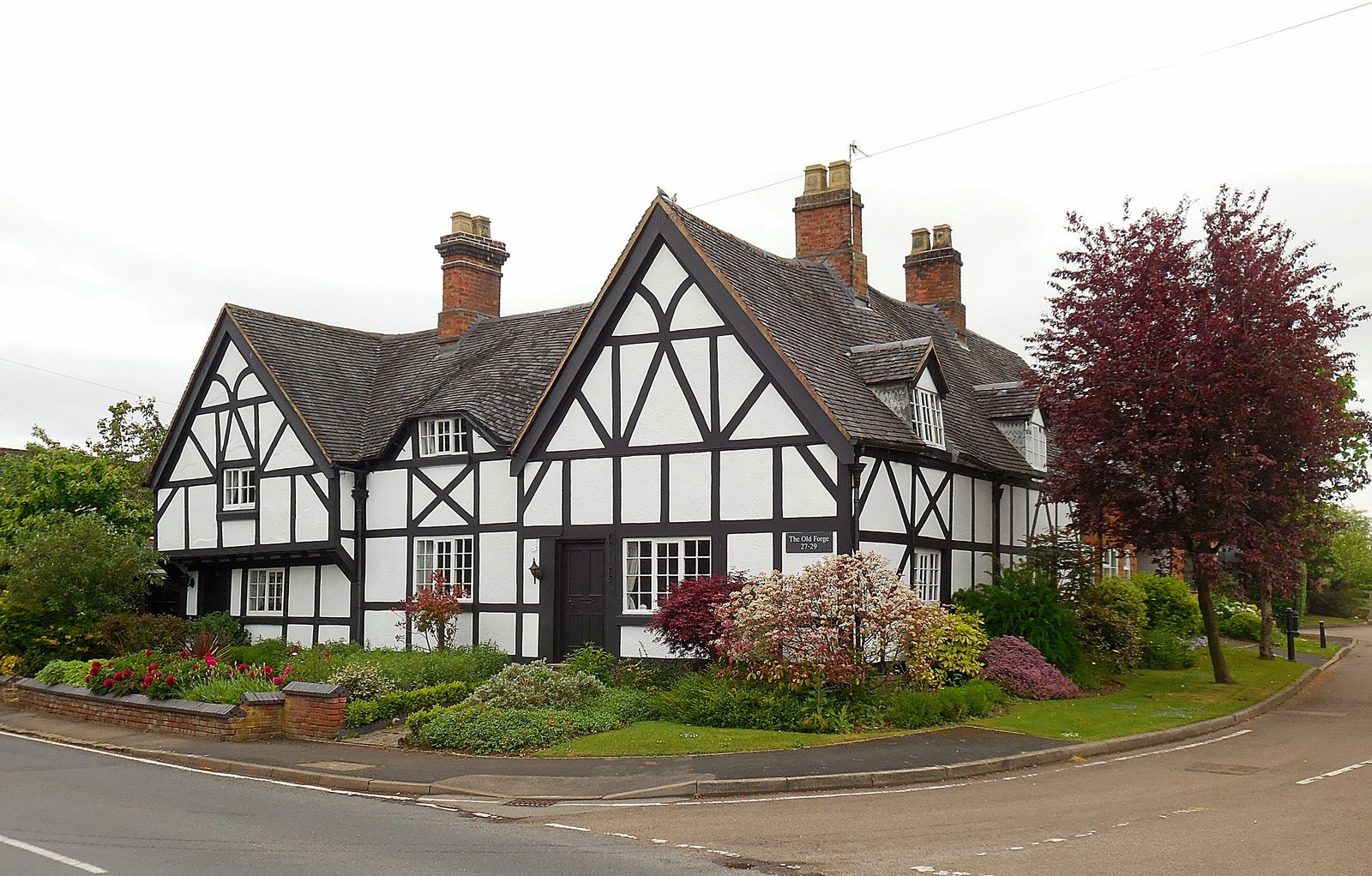
Bâtiment à colombage.
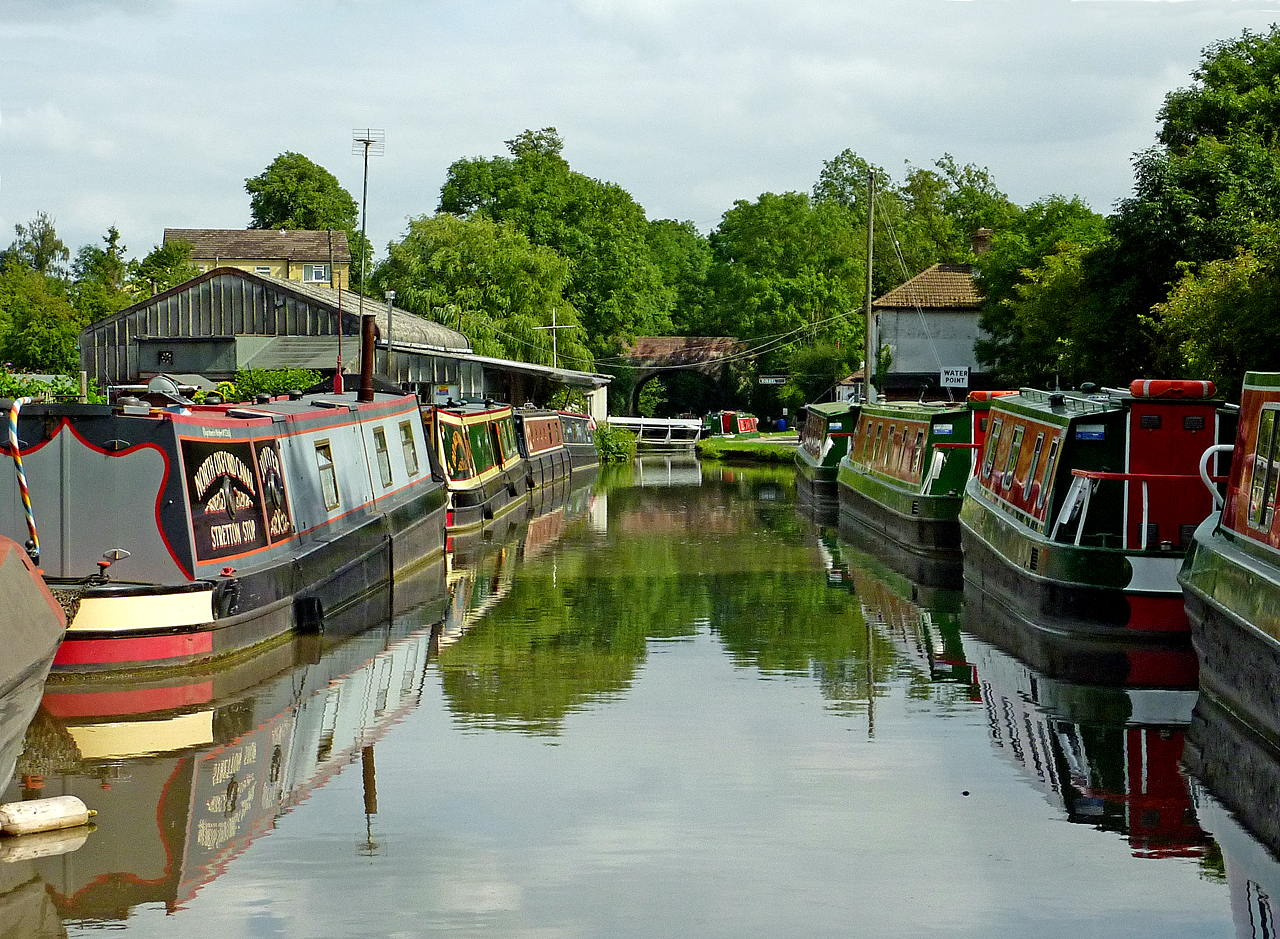
Péniches amarrées à Stretton Stop.
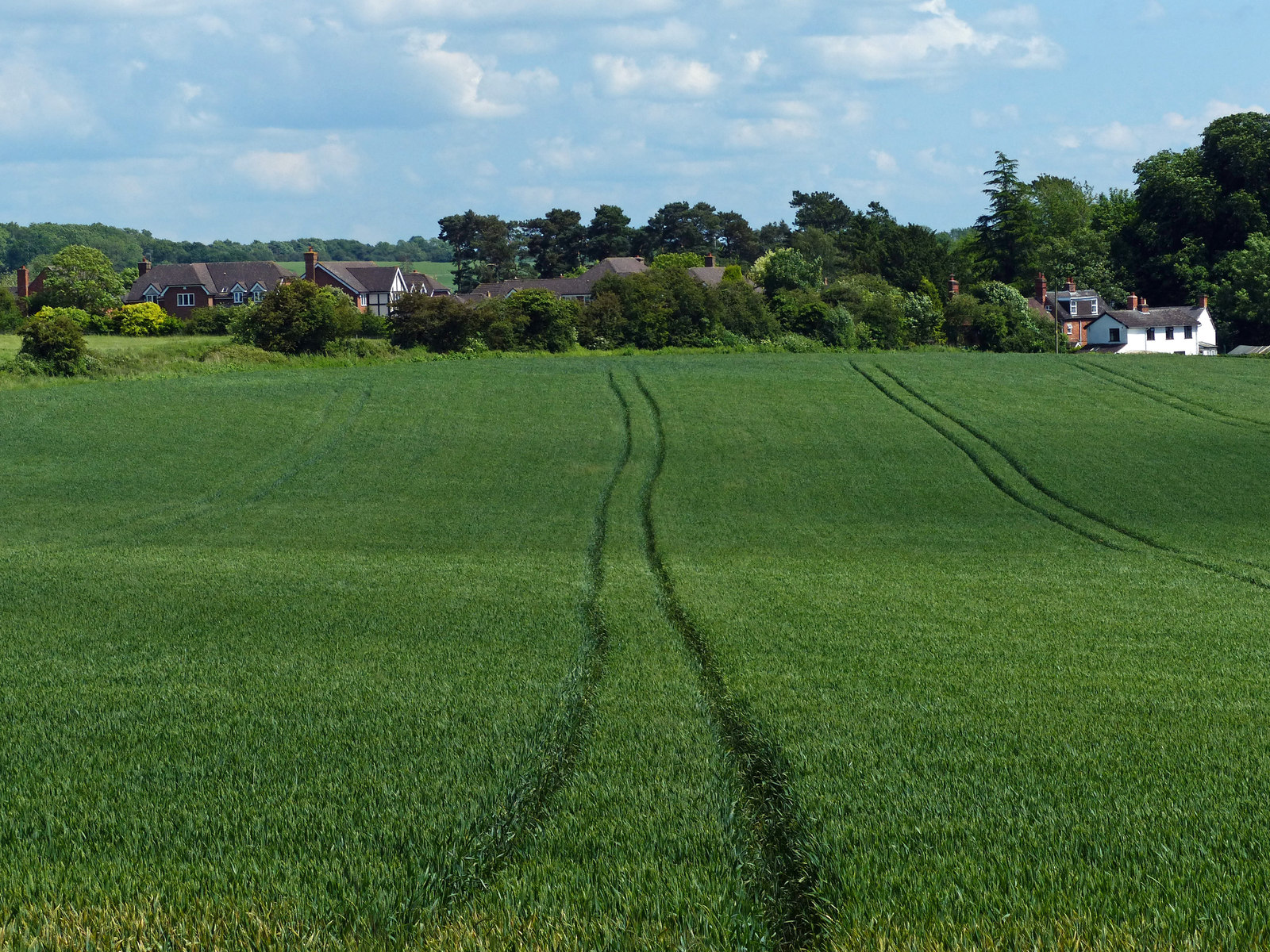
Stretton under Fosse.